# نبردناو کلاس کاواچی
نبردناو کلاس کاواچی (به انگلیسی: Kawachi-class battleship) یک کلاس از کشتی است که طول آن ۵۲۶–۵۳۳ فوت (۱۶۰٫۳–۱۶۲٫۵ متر) می‌باشد.